# Gavrilo Princip

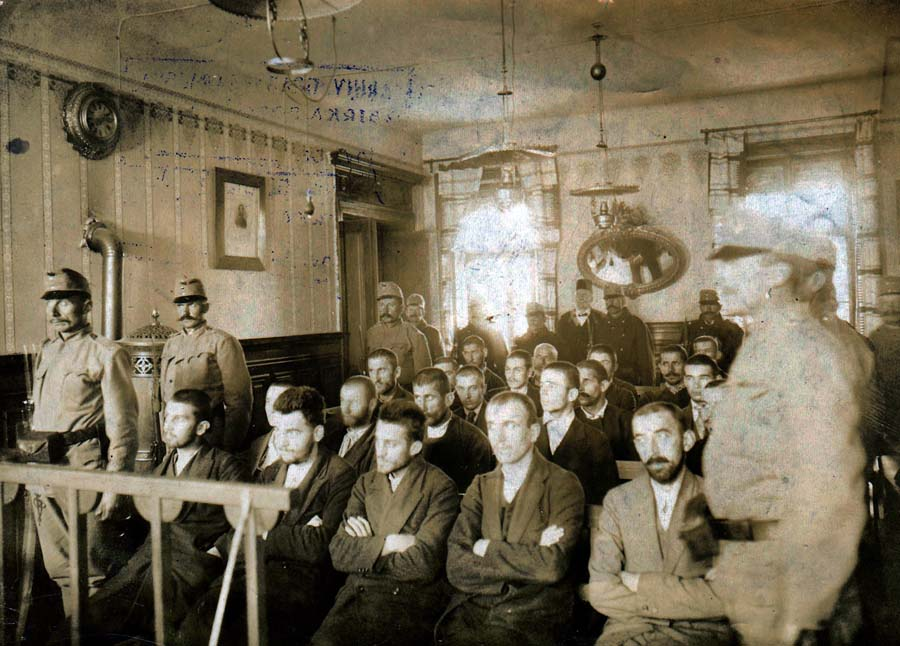
Princip (pośrodku w pierwszym rzędzie) na ławie oskarżonych w sprawie zamachu w Sarajewie. 5 grudnia 1914

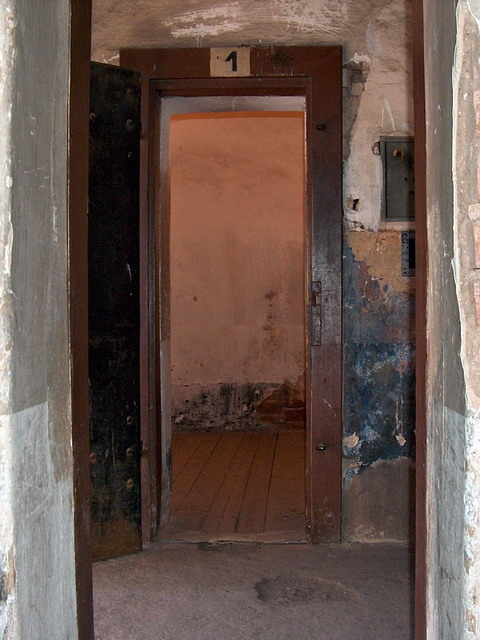
Cela Principa w twierdzy w Terezinie

Gavrilo Princip (serb. Гаврило Принцип; ur. 25 lipca 1894 w Obljaju, zm. 28 kwietnia 1918 w Terezinie) – serbski (określający się jako Jugosłowianin) nacjonalista z Bośni, członek niewielkiej organizacji Młoda Bośnia, powiązanej z serbską organizacją Czarna Ręka, sprawca zamachu w Sarajewie 28 czerwca 1914, w którym zginął arcyksiążę Franciszek Ferdynand.

## Życiorys

### Młodość

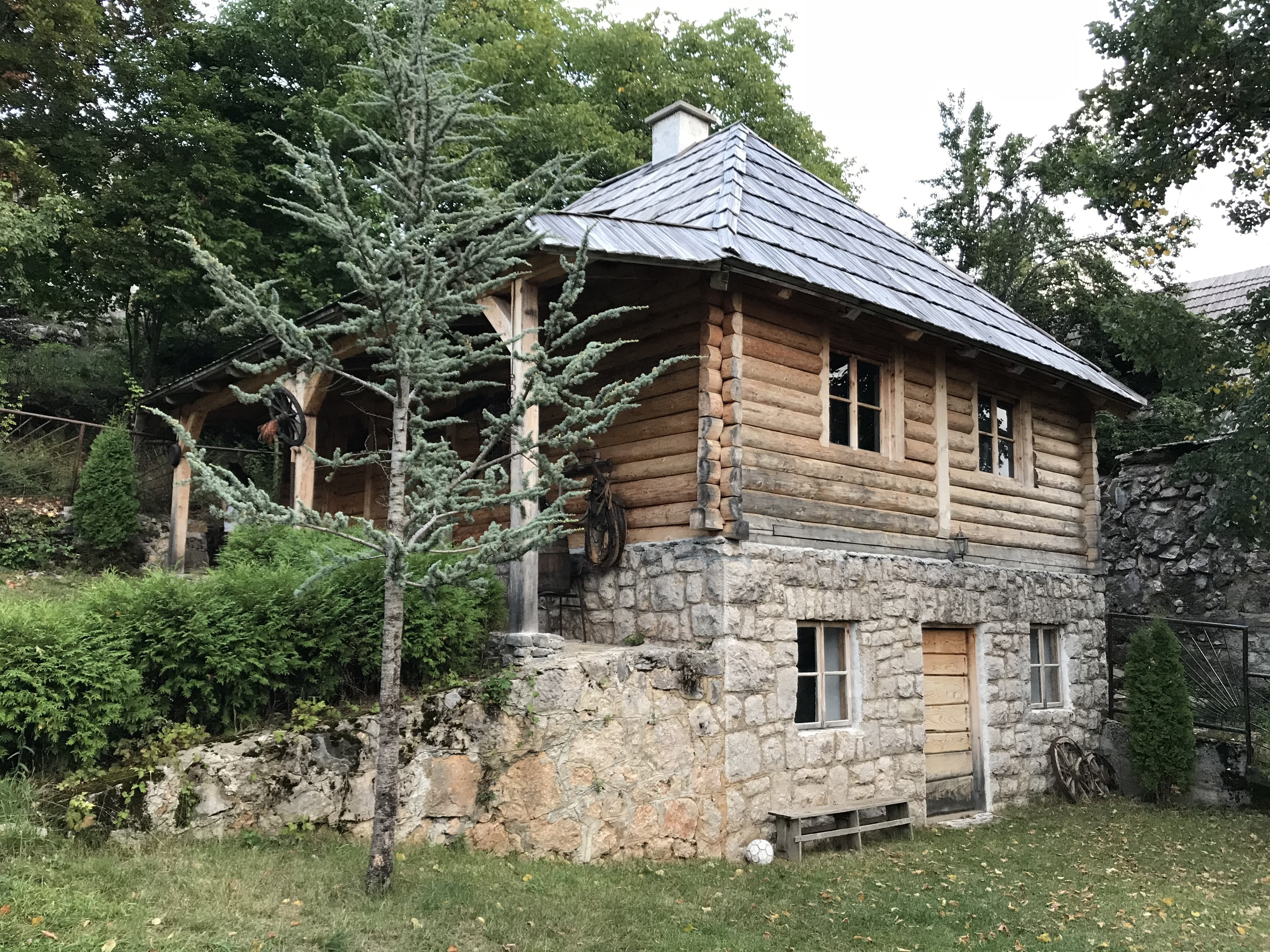
Obljaj, BiH

Był synem listonosza i chłopki, miał ośmioro rodzeństwa. Sześcioro z nich zmarło w dzieciństwie.
W następnych latach wyjechał na naukę do Sarajewa. W 1908 został wraz z kilkoma kolegami wyrzucony z miejscowego gimnazjum za zorganizowanie antyaustriackiej manifestacji. Później wyjechał do Serbii, gdzie w Belgradzie ukończył studia i nawiązał kontakty z grupą jugosłowiańskich nacjonalistów, należących do terrorystycznej siatki Młodej Bośni. Na drodze selekcji został wybrany do udziału w zamachu na arcyksięcia Franciszka Ferdynanda, ponieważ najlepiej strzelał. Na początku czerwca wraz z kilkoma innymi zamachowcami został przerzucony przez austro-węgierską granicę i udał się do Sarajewa.

### Zamach na arcyksięcia Ferdynanda
28 czerwca 1914 w Sarajewie dokonał udanego zamachu na samochód z austriackim następcą tronu, arcyksięciem Franciszkiem Ferdynandem i jego małżonką Zofią von Chotek, strzelając do nich z pistoletu Browning M1910 kalibru 9x17 mm o numerze seryjnym 19074, który do dziś można obejrzeć w Heeresgeschichtliches Museum w Wiedniu. Zabójstwo arcyksięcia stało się pretekstem do wybuchu wojny, którą 28 lipca 1914 Austro-Węgry wypowiedziały Serbii. Konflikt, w który po obu stronach zaangażowały się liczne państwa, przeszedł do historii jako I wojna światowa.
Princip został ujęty bezpośrednio po zamachu, a podjęta przez niego próba samobójstwa przez połknięcie cyjanku nie powiodła się, gdyż źle przechowywana trucizna zwietrzała i nie zadziałała, a zamachowiec po jej zażyciu niemal natychmiast ją zwymiotował. W procesie w Sarajewie w 1914 został skazany na 20 lat ciężkiego więzienia – ze względu na młody wiek nie mógł zostać skazany na śmierć. W grudniu 1914 został osadzony w twierdzy w Terezinie wraz z dwoma członkami organizacji Czarna Ręka skazanymi za zamach w Sarajewie.
Z powodu ciężkich warunków w celi, zimna i wilgoci Princip zachorował na gruźlicę kości i zmarł 28 kwietnia 1918 o 18:30 w pokoju nr 33, w sektorze 13 więziennego szpitala. Tuż przed śmiercią na ścianie obok swojego łóżka wyrył napis Nasze duchy będą się błąkać po Wiedniu i straszyć jaśniepanów. Jego dwaj towarzysze zmarli jeszcze wcześniej. Ciało ekshumowano 2 czerwca 1920 i przewieziono do Królestwa Serbów, Chorwatów i Słoweńców.

## Ocena postępowania
W królewskiej, a później komunistycznej Jugosławii został uznany za narodowego bohatera. Jego imieniem nazywano główne ulice miast, mosty i szkoły. Po rozpadzie kraju jego prestiż zmalał, nazwano go terrorystą. Do dziś przez wielu Serbów jest czczony jako bohater narodowy.
W 2014 władze należącego do Republiki Serbskiej Wschodniego Sarajewa postawiły pomnik Principa.